# Droga bez powrotu 3: Zostawieni na śmierć
Droga bez powrotu 3: Zostawieni na śmierć (ang. Wrong Turn 3: Left for Dead, 2009) – amerykański horror filmowy, drugi sequel Drogi bez powrotu (2003). Film kręcony był w Sofii w Bułgarii i został przeznaczony bezpośrednio do użytku domowego. Jego premiera odbyła się październikiem 2009.

## Fabuła
Czworo studentów college’u wybiera się na spływ kajakowy. W lasach Zachodniej Wirginii zostają zaatakowani przez kanibala Trzypalczastego. Z życiem uchodzi tylko jedna z uczennic, Alex, i od tej pory usiłuje wydostać się z olbrzymiego kompleksu leśnego. Wkrótce trafia na grupę zbiegłych z więzienia kryminalistów, którzy uciekają przed wymiarem sprawiedliwości w towarzystwie uprowadzonych strażników więziennych. Wszyscy razem jednoczą swoje siły, tymczasem ich tropem podążają żądni krwi degeneraci.

## Obsada
- Tom Frederic jako Nate
- Janet Montgomery jako Alex
- Tamer Hassan jako Chavez
- Gil Kolirin jako Floyd Weathers
- Tom McKay jako Brandon
- Christian Contreras jako Willy
- Chucky Venice jako Walter
- Mike Straub jako Preslow

### Informacje dot. obsady
Pierwotne zapowiedzi bazy IMDb prognozowały obsadzenie Leighton Meester w jednej z ról. Ostatecznie aktorka nie wzięła udziału w produkcji filmu. Wbrew cichym pogłoskom w filmie nie wystąpiła także Eliza Dushku, odtwórczyni roli głównej w pierwowzorze serii Droga bez powrotu. Dushku napomknęła jedynie w jednym z udzielonych wywiadów, że z chęcią zagrałaby w kolejnym elemencie filmowej sagi.
Pomimo iż akcja filmu toczy się na terenie Stanów Zjednoczonych, a bohaterowie są Amerykanami, zdjęcia kręcono w Sofii w Bułgarii, większość aktorów z kolei to Brytyjczycy.

## Odbiór
Film był sukcesem komercyjnym, lecz spotkał się z przeciętnym przyjęciem krytyków.